# Leòcrates
Leòcrates (en llatí Leocrates, en grec antic Λεωκράτης) fill de Stroebus (Στροίβος), era el comandant dels atenencs a la gran batalla naval d'Egina de l'any 457 aC.
Els atenencs van capturar uns setanta vaixells enemics i Leòcrates va desembarcar i va assetjar la ciutat d'Egina. Mentrestant les forces corínties que havien envaït l'Àtica per distreure la situació, van ser derrotades per Mirònides, tal com diu Tucídides. Segons Plutarc, tant Leòcrates com Mirònides eren col·legues d'Aristides a la batalla de Platea.